# Sporobolus compactus
Sporobolus compactus är en gräsart som beskrevs av Clayton. Sporobolus compactus ingår i släktet droppgräs, och familjen gräs. Inga underarter finns listade i Catalogue of Life.